# De winkel van de juwelier
De winkel van de juwelier is een hoorspel naar het toneelstuk Przed sklepem jubilera (1960) van Andrzej Jawien (Karol Józef Wojtyła, de latere paus Johannes Paulus II). Frans van Dooren vertaalde het en de KRO zond het uit op maandag 4 juni 1979, van 15:30 uur tot 17:00 uur (met een herhaling op woensdag 10 april 1996). De regisseur was Louis Houët.

## Rolbezetting
- Trins Snijders
- Paul van der Lek
- Piet Ekel
- Huib Orizand
- Josja Hamann
- Marjolijn Verwijnen
- Rob Fruithof
- Jollie van Kan
- Fé Sciarone
- Hans Karsenbarg
- Erik Plooyer

## Inhoud
Het toneelstuk gaat vooral over vrijheid en verantwoordelijkheid, vergankelijkheid en relaties, over liefde en geluk. Elk van de drie bedrijven concentreert zich op een koppel dat de winkel van een juwelier bezoekt. In het eerste bedrijf ontmoeten we Teresa en Andrew, een jong koppel dat op het punt staat te trouwen. In het tweede bedrijf staat een huwelijk centraal, dat van Anna en Stefan, dat koud en liefdeloos is geworden. In het derde bedrijf wordt Christopher, de zoon van Teresa en Andrew, verliefd op Monica, de dochter van Anna en Stefan…